# Constantino Miranda
Constantino Miranda (* 12. April 1925 in Sant Boi de Llobregat; † 22. April 1999 ebd.) war ein spanischer Hindernis- und Langstreckenläufer.
Bei den Olympischen Spielen 1948 in London wurde er Achter über 3000 m Hindernis. Seine Platzierung über 10.000 m ist nicht überliefert.
Dreimal wurde er Spanischer Meister über 3000 m Hindernis (1945, 1946, 1948), zweimal über 5000 m (1946, 1947), einmal über 10.000 m (1945) und viermal im Crosslauf (1946, 1947, 1949, 1951).

## Persönliche Bestzeiten
- 10.000 m: 31:02,6 min, 17. Mai 1947, Barcelona
- 3000 m Hindernis: 9:22,0 min, 20. Juli 1946, Barcelona